# Церковь Святого Иоанна Предтечи (Лысые Горы)
Церковь Святого Иоанна Предтечи — православный храм в посёлке Лысые Горы Саратовской области, один из старейших храмов региона. Храм освящён в честь Иоанна Предтечи. С 2018 года ведётся восстановления храма силами прихожан, проводятся богослужения.

## История храма
Село Старую Бахметьевку, где и располагается полуразрушенное строение православного храма на картах уже не найти, так как населённый пункт с годами слился с посёлком Лысые Горы. Церковь же всё же сохранила свой вид и располагается на месте владений саратовского помещика и композитора Бахметева.
Иоанно-Предтеченский храм возведён тщанием помещика Николая Ивановича Бахметева. По одним сведениям, его возвели в 1797 году, имеются источники, которые сообщают о другой дате окончания строительства — 1765 год. Есть мнение, что с 1765 до 1797 года храм был деревянный, а позже возведено каменное строение.
Здание каменное, в прошлом имело колокольню. Главный престол был освящён во имя Рождества Иоанна Предтечи, был здесь и придел во имя Николая Чудотворца. Сюда помимо прихожан из Старой Бахметьевке были приписаны и православные христиане из Графщины. Священнослужитель проживал в общественном доме, псаломщик — в церковно-общественном.

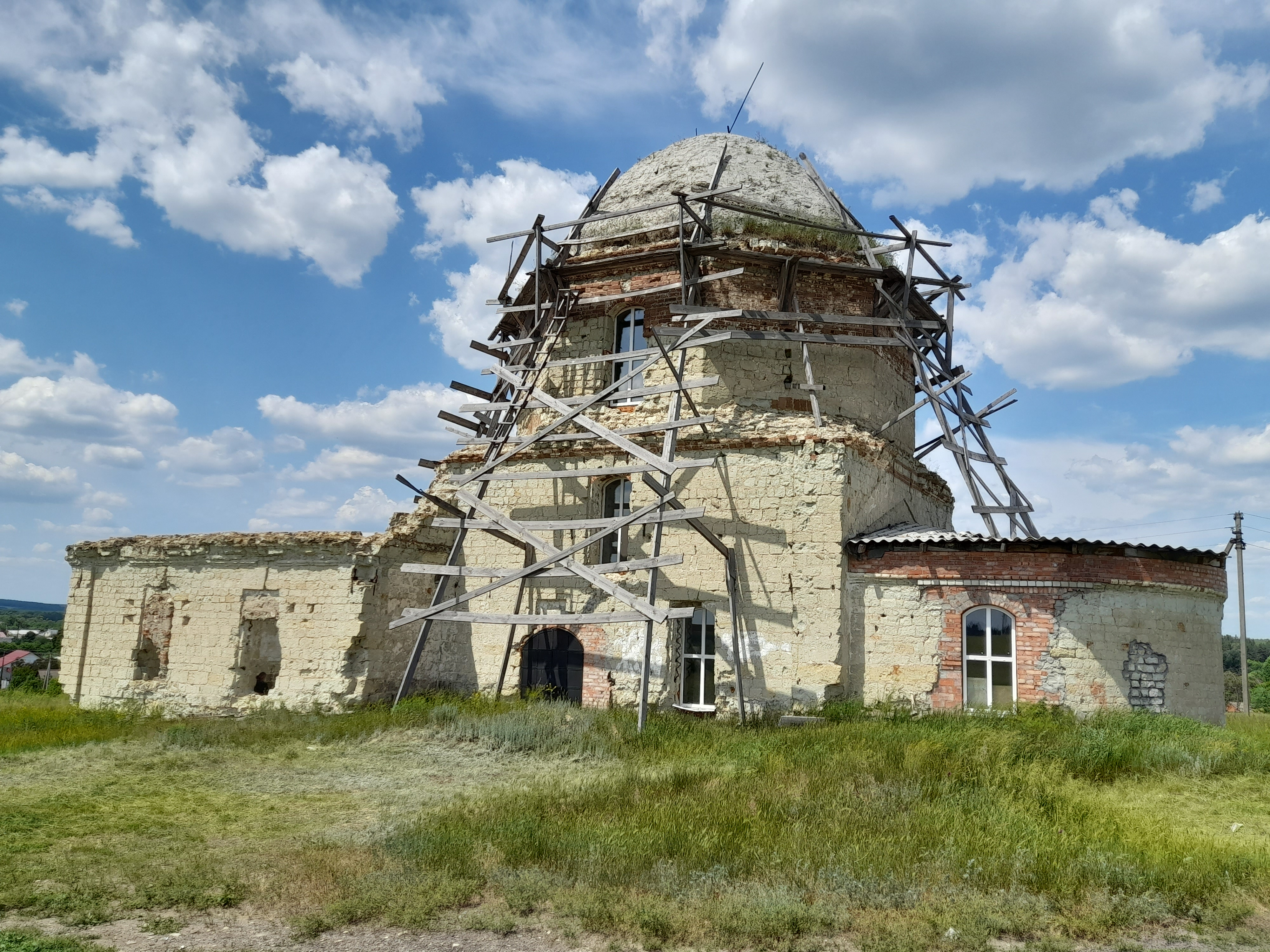
Восстановление

Местные старожилы отмечают, что рядом со зданием церкви когда-то был водоём. Поблизости располагались жилые дома, от которых к пруду спускались мостки. Женщины здесь устраивали стирку белья и набирали воду для хозяйственных нужд. Храм в тот период был огорожен забором, на каждом столбе которого размещался стеклянный шар. В саду при церкви росли сирень и акации. Преодолев сад можно было очутиться в барском доме Бахметевых. Родовой склеп семьи находился при церкви. Обнаружить сейчас всё это невозможно, так как в советский период всё было засыпано грунтом.
В советский период храм был закрыт, а в помещениях сначала размещалась контора машинно-тракторной станции, а затем и зернохранилище колхоза «Родина».

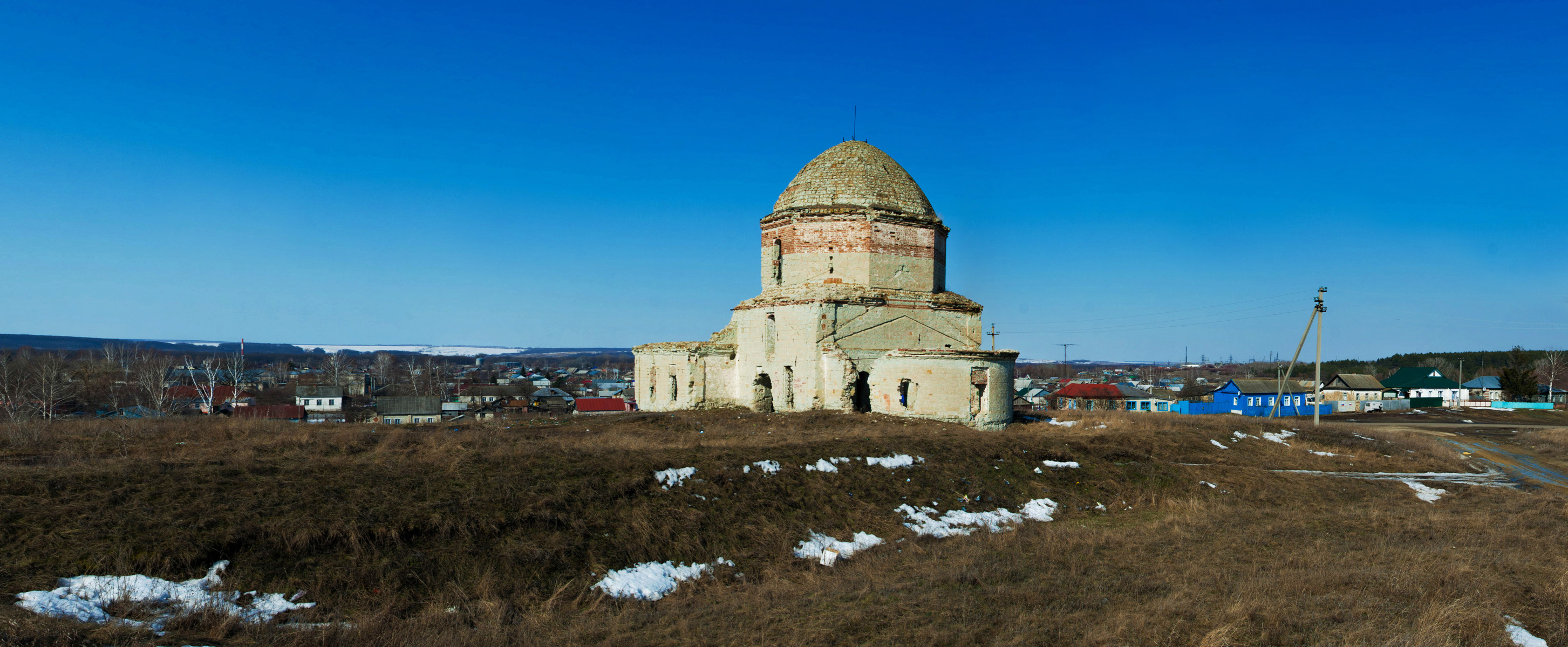
Общий вид

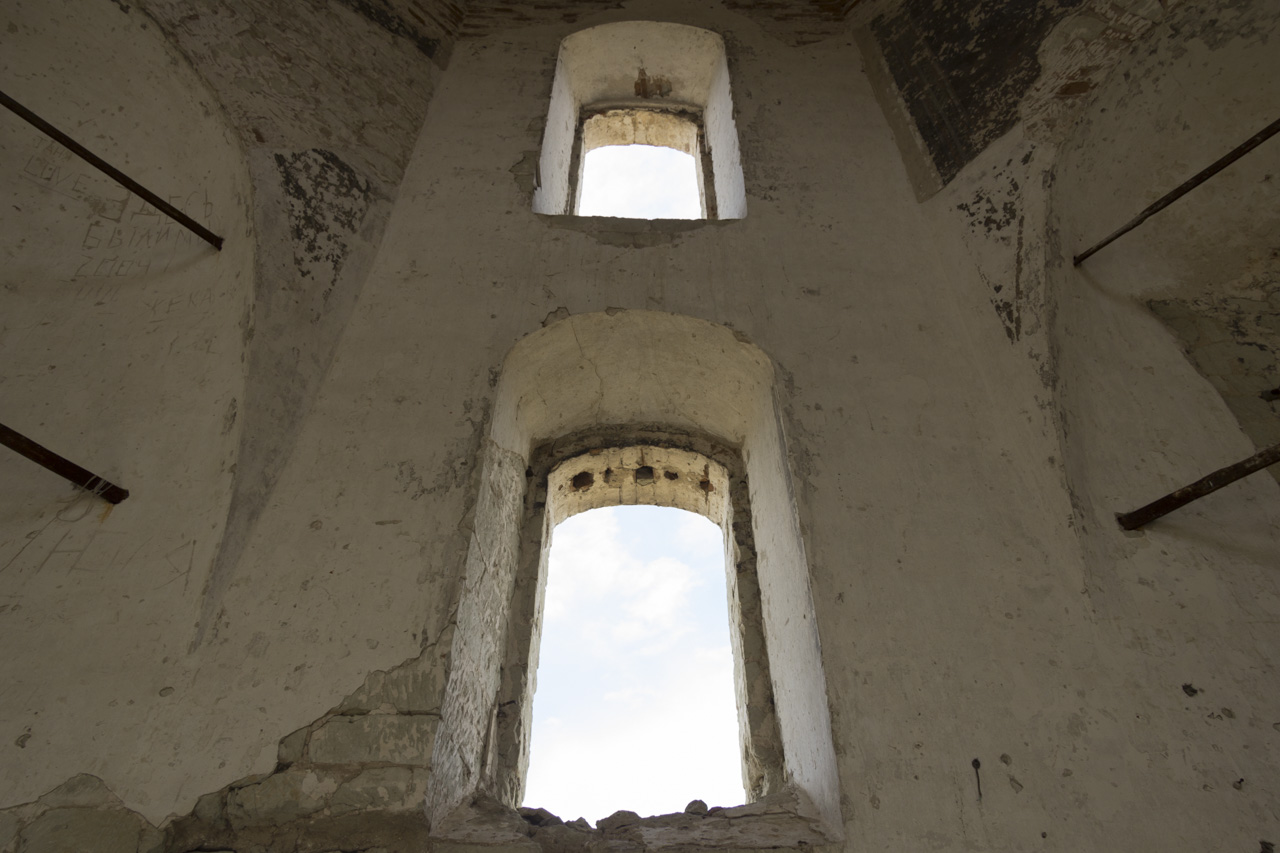
Внутреннее убранство

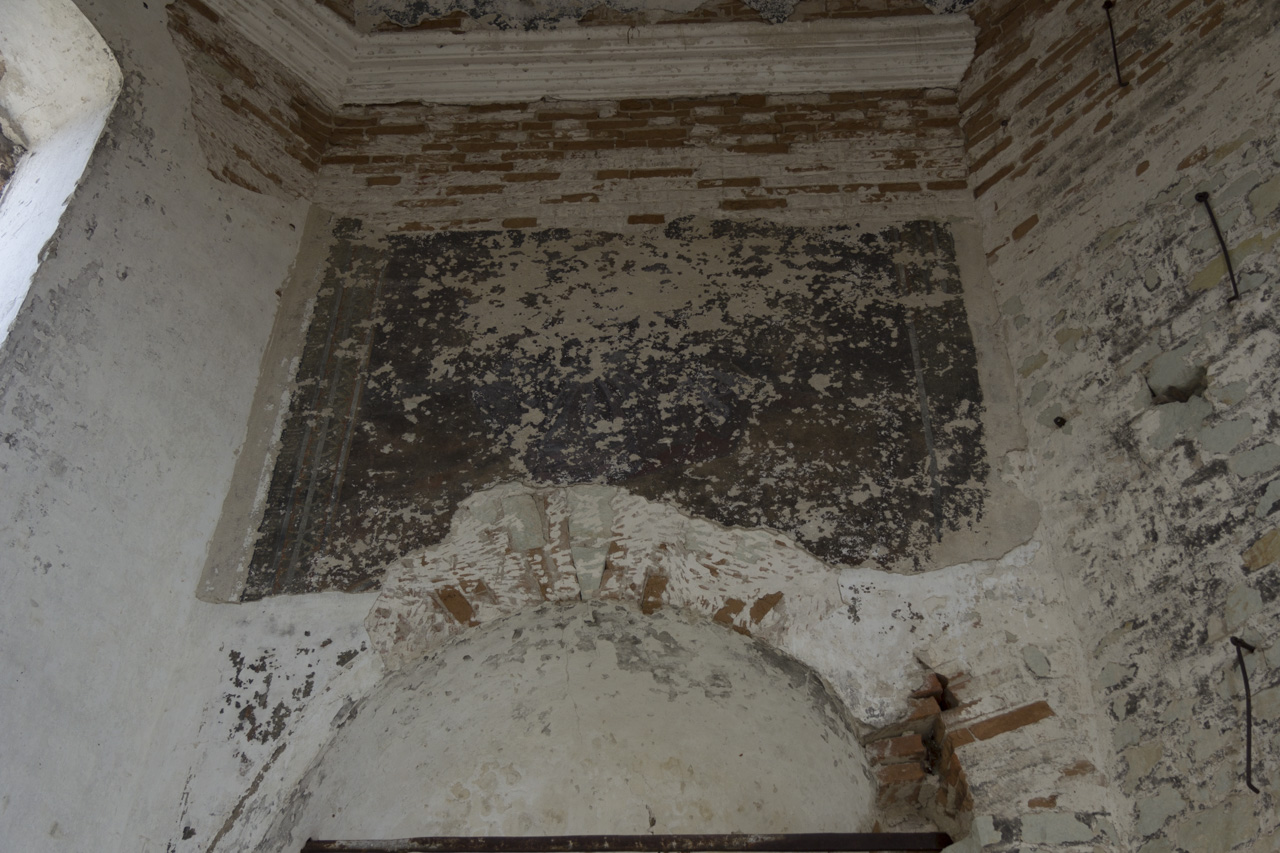
Старинные фрески

## Легенда
В народе бытует легенда, что в подвале этого храма был зарыт клад. В начале XX века местная детвора случайно нашла вход в подвал, который был завален грунтом и строительным мусором. Также здесь отчётливо видны замурованные окна, которые разместились на уровне земли. Играя недалеко от церкви, мальчишки обнаружили серебряные монеты.

## Храм сегодня
В настоящее время строение находится в запущенном состоянии и не охраняется. Утратившая колокольню церковь и всё её внутреннее убранство пустует и постепенно приходит в негодность. О возрождении храма местные представители общественности и власти пока не заявляют. В Лысых Горах построен новый храм, которым и пользуются прихожане. Группой инициативных людей, неоднократно высказывались призывы начать восстанавливать храм. Андрей Сергеевич Тутунов, архитектор и реставратор, сделал проект восстановления храма.
Здание неоднократно перестраивалось, о чём свидетельствует отпечатки крыши на стенах здания под разным углом. Разный размер камня в кладке также свидетельствует об этом. От креста, который был размещён на куполе, в настоящее время остался только штырь-основание. На стенах в самом храме угадываются старинные фрески.